# معركة أم زوير
وقعت معركة أم زوير في 18 يونيو 2008 عندما لحق الجيش التشادي برتل للمتمردين كان يتقدم نحو العاصمة انجمينا. وأفيد بأن القوات السودانية هاجمت مواقع تشادية على الحدود في الأيام السابقة وشوهد المتمردون يمرون عبر عدة قرى شرقية. اشتبك الجيش التشادي مع المتمردين بالقرب من بلدة أم زوير وقتل أكثر من 150 وأسر 20. كما تم العثور على عشرات المركبات العسكرية وقتل ثلاثة جنود حكوميين.